# Like a Dragon Gaiden: The Man Who Erased His Name
Like a Dragon Gaiden: The Man Who Erased His Name (龍が如く７外伝 名を消した男?, Ryū ga Gotoku 7 Gaiden: Na wo Keshita Otoko) è un videogioco del 2023. Spin-off della serie Yakuza, il gioco segue le avventure di Kazuma Kiryu a Osaka e a Yokohama.

## Modalità di gioco
Come gli altri titoli della serie, Like a Dragon Gaiden presenta numerosi minigiochi tra cui karaoke e freccette. Sono presenti diversi giochi arcade e per Sega Master System tra cui Fighting Vipers 2, Daytona USA 2, Galaxy Force e Flicky.